# EEO
EEO (ang. Elliptical Earth Orbit) – eliptyczna orbita okołoziemska.
EEO wykorzystywane są głównie do zapewnienia łączności pomiędzy stacjami umieszczonymi na dużych szerokościach geograficznych (wykorzystywane m.in. w Kanadzie). Zmienna prędkość obiegu satelity jest wykorzystywana do realizacji zadań telekomunikacyjnych.